# Bryan O'Connor
Bryan Daniel O'Connor (Orange, 6 september 1946) is een Amerikaans voormalig ruimtevaarder. O'Connor zijn eerste ruimtevlucht was STS-61-B met de spaceshuttle Atlantis en vond plaats op 26 november 1985. Tijdens deze vlucht werden drie communicatiesatellieten in een baan rond de Aarde gebracht.
In totaal heeft O'Connor twee ruimtevluchten op zijn naam staan. In 1991 verliet hij NASA en ging hij als astronaut met pensioen.